# 살로메 (텔레노벨라)
《살로메》(스페인어: Salomé)은 2001년 방영된 멕시코의 텔레노벨라이다.